# Oskar Klose
Oskar Klose (* 12. Februar 1926 in Cottbus; † 28. Juli 1976 in München) war ein deutscher Sportreporter der ersten Nachkriegsgeneration beim Bayerischen Rundfunk, dem er sich 1955 anschloss. In den frühen Tagen der DDR war er ein Weggefährte Heinz Florian Oertels, der in Ostdeutschland selbst zur Sportreporterlegende werden sollte.

## Karriere
Klose berichtete mit seiner markanten Stimme beispielsweise 1959 als erster vom Eisschnelllauf aus Inzell oder 1961 an einem Sonntagnachmittag für das ARD-Fernsehen in einer Eurovisionsschaltung vom Dreiband-Billard aus Amsterdam.
Mit seiner Berichterstattung vom Eishockey wie auch von Olympischen Spielen und Weltmeisterschaften verschaffte er sich nachhaltig Freunde. So wurde er 1999 postum in die Hall of Fame des Deutschen Eishockeymuseums aufgenommen.
Die Berichterstattung von den Olympischen Sommerspielen 1972 aus seiner Wahlheimatstadt München war einer der großen Höhepunkte seiner Laufbahn. Für den Hörfunk, der weiland so genannten Olympiawelle der ARD,  berichtete er dabei „an einem wunderschönen Tag in Bayern“ gemeinsam mit Eberhard Stanjek und Peter Langer von der Eröffnungsfeier.
1965 strahlte das 3. Programm des Bayerischen Rundfunks mit Die Fußballschule – Das Fußballspiel und seine Regeln eine Sendereihe mit Oskar Klose aus.
1972 machte er mit seiner für das Vorabendprogramm des Bayerischen Rundfunks erstellten Fernsehreihe They never come back – die größten Boxkämpfe des Jahrhunderts von sich reden. Diese wurde im selben Jahr auch in Buchform mit dem Co-Autor Kurt Schauppmeier ein großer Erfolg.

### Fußballberichterstattung
Bekannt wurde Oskar Klose aber vornehmlich durch seine Reportagen vom Fußball. Noch in den 1950er Jahren berichtete er für das Radio von den Spielen der Fußball-Oberliga Süd. Im Januar 1960 beschwerte sich dabei die SpVgg Fürth beim Bayerischen Rundfunk über Klose und bezichtigte diesen, „entstellend“ vom 4:0-Heimerfolg gegen Eintracht Frankfurt berichtet zu haben. Die Spielvereinigung forderte, die „tatsächlichen Vorgänge für die Ohren der Rundfunkhörer objektiver und gerechter zu interpretieren, als dies bei diesem Spiel der Fall war. Für die vielen Hörer in Deutschland, die das Spiel nicht sahen, bedeutete dieser abwegige Bericht eine Herabwürdigung der sportlichen Leistung und damit eine Schädigung des Ansehens und der Zugkraft der SpVgg Fürth.“ Zum Ende der darauffolgenden Saison war es Klose, der aus dem bayerischen Hof den Freunden des FSV Frankfurt von der 0:1-Niederlage beim dortigen FC Bayern berichtete, was für die Hessen den erstmaligen Abstieg aus der Erstklassigkeit bedeutete.
Beim Bayerischen Rundfunk bildete Klose zusammen mit Günther Wolfbauer  und Sammy Drechsel die erste Riege des Münchener Senders für die Bundesliga-Berichterstattung, die Spiele im bayerischen Raum live für die samstägliche Radiosendung Heute im Stadion (→ Bundesligakonferenz) begleitete. Außerdem kommentierte er Spielberichte für die ARD Sportschau, die er gelegentlich selbst moderierte. Dabei war er der Gastgeber, der die erste Tor-des-Monats-Auszeichnung verlieh. Diese ging seinerzeit an den Zweitligaspieler Gerhard Faltermeier vom SSV Jahn Regensburg.
Oskar Klose galt als dem 1. FC Nürnberg besonders zugeneigt – Wolfbauer war der „60er“ und Drechsel der „Bayer“ beim BR. Legendär wurde Kloses Berichterstattung vom 7:3-Erfolg „seiner Glubberer“ gegen den FC Bayern München am 16. Spieltag der Saison 1967/68, der letzten Meistersaison des Clubs, zu welchem Franz Brungs fünf Tore beisteuerte.
Doch da der Club schon in der Folgesaison aus der Bundesliga abstieg, wurde Klose auch immer häufiger zur Berichterstattung von den Spielen des alsbaldig alleinigen bayerischen Bundesligavertreters, des FC Bayern, eingesetzt. Einen besonderen Höhepunkt stellten hier die Endspiele zum Europapokal der Landesmeister 1973/74 gegen Atlético Madrid dar, die er live für das Fernsehen kommentierte. Unvergessen bleibt die Emotionalität, mit welcher er im Wiederholungsspiel des Endspiels den Treffer von Uli Hoeneß zum 4:0 in der 83. Spielminute begleitete. Nach einem Konter, der Hoeneß über das halbe Feld führte, befürchtete er schon „Jetzt hauen sie ihn um!“. Doch es kam anders: „Nein! Er macht sie alle fertig! Tooor! Tooor!“, endete sein Kommentar zu diesem Spielzug, der den ersten Gewinn des Europapokals der Landesmeister einer deutschen Mannschaft besiegelte.

#### Fußballnationalmannschaft
Klose kommentierte auch viele Spiele der Fußballnationalmannschaft. Ein Höhepunkt war die Weltmeisterschaft 1970 in Mexiko, von wo er zusammen mit Kurt Brumme für den Hörfunk übertrug. Er belieferte Deutschland dabei mit Reportagen vom Viertelfinalspiel gegen England, der mit 3:2 n. V. gewonnenen WM-Revanche, und dem Halbfinalspiel gegen Italien, das mit 3:4 nach Verlängerung verloren ging. Beide Partien gelten als historisch bedeutende Spiele Deutschlands, und das letztere hat selbst international den Ruf eines Jahrhundertspiels.
Bei der Fußball-Weltmeisterschaft 1974 kommentierte er im Tandem mit Heribert Faßbender vom Westdeutschen Rundfunk für den Hörfunk aus dem Münchener Olympiastadion den Sieg Deutschlands im Endspiel gegen die Niederlande. Dabei begann Klose mit der Reportage und konnte auch gleich in der ersten Minute von der „Nervenzerreißprobe“ beim Elfmeter zwischen dem Holländer Johan Neeskens und „Sepp Maier im deutschen Tor“ berichten, der zum 1:0 für die Niederländer führte. Auch beim 1:1-Ausgleich von Paul Breitner und beim Abpfiff war Klose an der Reihe, während Faßbender vom spektakulären Siegtreffer durch Gerd Müller berichten konnte.

## Zitate
- „Die Bayern spielen völlig kopflos. Sie wollen mit dem Kopf durch die Wand.“
- „Gerd Müller dürfte Torwart Abramjan wohl mehr durch seinen Bart erschreckt haben als durch seine Leistung.“